# Stadler SALi
Stadler SALi (Abkürzung für „South America Light“) ist ein Typ sechsachsiger schmalspuriger Diesellokomotiven von Stadler Rail. Sie werden im Werk Valencia-Albuixech in Spanien produziert. Die Lokomotiven mit elektrischer Kraftübertragung sind vorrangig für den Güterverkehr konzipiert und je nach Kundenwunsch als Zweikraftlokomotive mit Speisung über elektrische Oberleitung lieferbar.

## Aufträge

### FCA
Der Erstvertrag mit der bolivianischen Empresa Ferroviaria Andina (FCA) umfasste drei meterspurige Diesellokomotiven und wurde Ende 2017 geschlossen. Sie haben 1865 kW Leistung und werden in über 4500 Metern Höhe eingesetzt. Ihre Anfahrzugkraft beträgt 416 kN und ihre Höchstgeschwindigkeit 100 km/h. Die SALis sind bei 16 Tonnen Achslast 96 Tonnen schwer und können für eine verbesserte Traktion auf 108 Tonnen Gewicht ballastiert werden. Sie erreichen eine monatliche Laufleistung von 6400 Kilometern.

### FGC
Die Ferrocarrils de la Generalitat de Catalunya (FGC) setzt seit 2023 fünf zweikraftfähige meterspurige Stadler SALi im Güterverkehr um Barcelona ein. Die Sèrie 257 genannten Loks besitzen einen 950 kW leistenden Dieselmotor und können über Oberleitung mit 1500 Volt Gleichspannung 2000 kW Leistung abrufen. Zwischen elektrischem und dieselelektrischem Betrieb kann während der Fahrt umgeschaltet werden.

### KiwiRail
Im Oktober 2021 bestellte die staatliche, neuseeländische KiwiRail 57 kapspurige Stadler SALi im Wert von 228 Millionen Euro. Die Lokomotiven werden in die Klasse DM eingeordnet und sind für den Güter- und Personenzugdienst vorgesehen. Die Auslieferung ist von 2024 bis 2026 geplant. Anfang 2024 wurden neun weitere Lokomotiven bestellt. 19 SALi werden mit ETCS ausgerüstet. Die Lokomotiven werden von einem 3000 kW leistenden C175-Dieselmotor von Caterpillar angetrieben und können 6500 Liter Kraftstoff mitführen. Die Kraftübertragung erfolgt elektrisch mit einem IGBT-angesteuerten Umrichter pro Achse. Ihre Höchstgeschwindigkeit beträgt 100 km/h.

### TRA

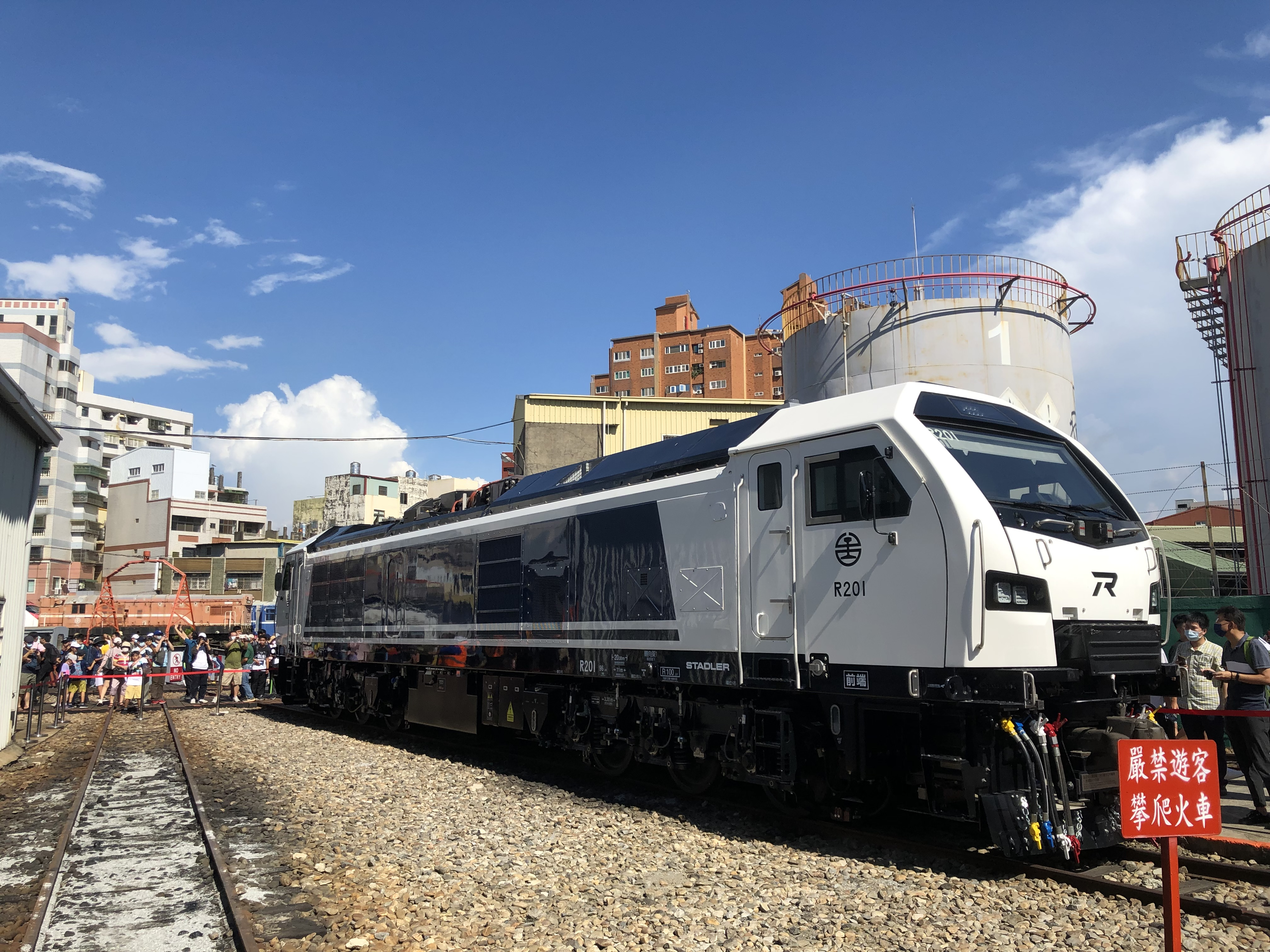
SALi der TRA in Taiwan

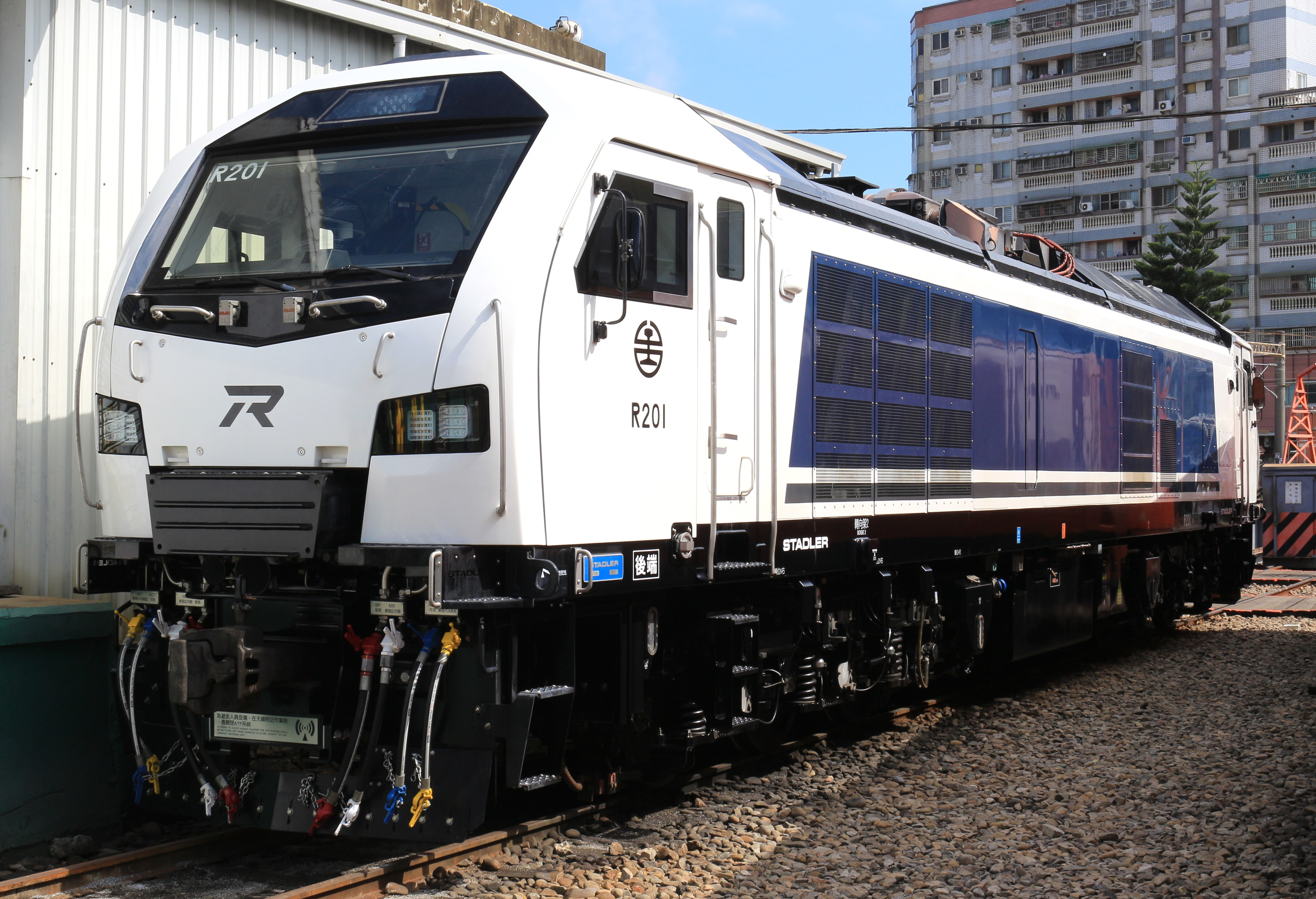

Ende 2019 erhielt Stadler von der Taiwan Railway Administration (TRA) einen Auftrag über 34 kapspurige SALi. Die Lokomotiven erhielten einen 1715 kW leistenden Dieselmotor von Cummins. Die Höchstgeschwindigkeit beträgt 120 km/h. Mehrfachtraktionen mit drei Lokomotiven sind möglich. Die Lokomotiven werden als Baureihe R200 bezeichnet und seit 2023 ausgeliefert.